# Orthofidonia exornata
Orthofidonia exornata là một loài bướm đêm trong họ Geometridae.